# المرأة في ليبيا

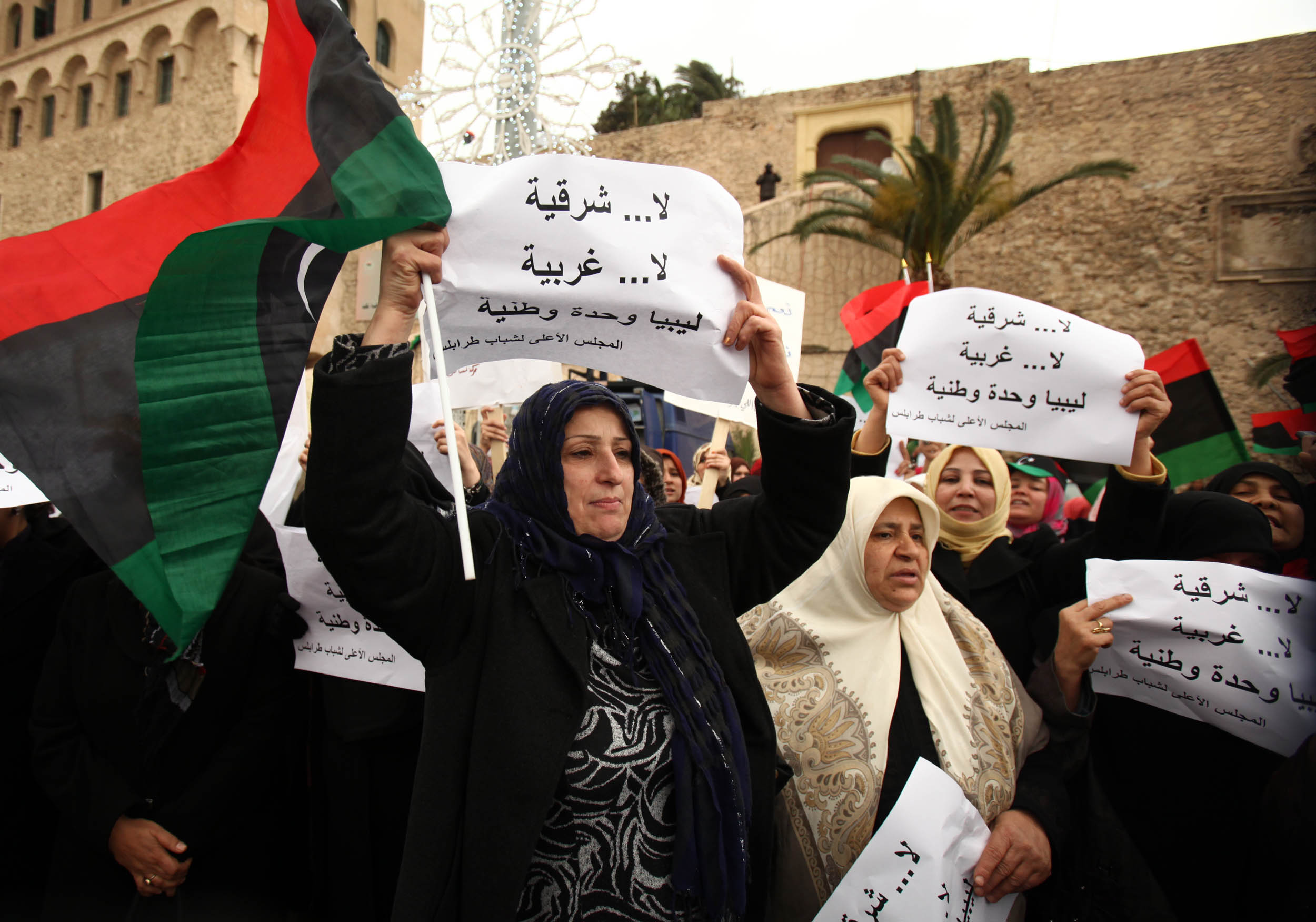
نساء متظاهرات في طرابلس احتجاجا على دعوات لفصل البلاد إلى ثلاث مناطق تتمتع بالحكم الذاتي (مارس 2012).

تحسّن الوضع العام للمرأة في ليبيا منذ الجهود التي بذلتها حكومة القذافي عقب ثورة عام 1969. ومع ذلك، فإن هذه الحكومة نفسها وُجّهت إليها اتهامات بارتكاب انتهاكات متعددة لحقوق الإنسان، بما في ذلك انتهاكات ضد النساء.. وقد أصبحت المساواة في الأجر مقابل العمل المتساوي، والرعاية الصحية الشاملة، والحق في التعليم من السياسات الرسمية للدولة. كما حصلت النساء على حق التصويت، وحق الترشح للمناصب السياسية، والمشاركة في المؤسسات الوطنية.

لكن لا تزال هناك تحيّزات ثقافية ضد النساء في سوق العمل، إلى جانب مقاومة التغيير من بعض القطاعات التقليدية في المجتمع، ما شكّل عقبات أمام هذا التقدّم. علاوة على ذلك، فإن الاضطرابات السياسية التي شهدتها البلاد بعد ثورة 2011 أدت إلى مكاسب ونكسات في الوقت نفسه فيما يتعلق بحقوق المرأة. ومع ذلك، فإن استمرار مشاركة المرأة في الحياة العامة والحكومة يسلّط الضوء على أهمية تحرر النساء من أجل تقدّم وتنمية ليبيا ككل.

## المجتمع في ظل الدكتاتورية
قد أدوار ومكانة المرأة ثم أصبح موضوع على قدر كبير من المناقشة واتخاذ الإجراءات القانونية في ليبيا بعد التغيير من القاعدة، كما حدث في العديد من بلدان الشرق الأوسط. واقترح بعض المراقبين أن النظام بذل جهود نيابة عن تحرير المرأة لأنه ينظر للمرأة باعتبارها مصدرا أساسيا للعمالة في الاقتصاد جوعا مزمنا للعمال. هم افترض أيضا أن الحكومة مهتمة بتوسيع قاعدتها السياسية، على أمل أن تملق التي كتبها مناصرة حقوق النساء. منذ الاستقلال، وقد تعهد قادة الليبي في تحسين وضع المرأة ولكن في إطار من القيم العربية والإسلامية. المركزي إلى ثورة 1969 كان تمكين المرأة وإزالة الوضع المتدني.

### التحرير
في 1970s، كان تحرير المرأة إلى حد كبير مسألة من العمر. تعميم أحد المراقبين أن نساء المدينة تحت سن الخامسة والثلاثين قد تجاهل الحجاب التقليدي ومن المرجح جدا أن ارتداء الملابس على الطراز الغربي. الذين تتراوح أعمارهم بين خمسة وثلاثين وخمسة وأربعين كانت استعداد متزايد للنظر في هذا التغيير، ولكن يبدو أن النساء فوق سن خمسة وأربعين مترددة في التخلي عن الحماية التي ينظر الحجاب واللباس المعتاد أن تحمله. بعد عقد من الزمان، كان الحجاب غير المألوف بين النساء في المناطق الحضرية - على الرغم من هذا الوضع قد تغير في السنوات الأخيرة مع مستويات النساء غير المحجبات كونها تقريبا يكاد لا يذكر في العصر الحديث ليبيا.
خلال هذه الحقبة، كانت أيضا ينظر إلى المرأة على نحو متزايد القيادة، والتسوق، أو السفر دون أزواجهن أو الصحابة الذكور (المعروف باسم المحارم).

### التصويت والحكومة
منذ أوائل 1920s، وكان للمرأة الليبية الحق في التصويت والمشاركة في الحياة السياسية. أنها يمكن أيضا أن امتلاك والتصرف في الممتلكات بشكل مستقل عن أزواجهن، ولكن كانت تمارس كل هذه الحقوق سوى عدد قليل من النساء قبل الثورة عام 1969.
ومنذ ذلك الحين، فإن الحكومة قد شجعت المرأة على المشاركة في الانتخابات والمؤسسات السياسية الوطنية، ولكن في عام 1987 سوى امرأة واحدة قد تقدمت بقدر الحكومة الوطني، وأمين مساعد للمعلومات والثقافة. ومع ذلك، 1989-1994 فاطمة عبد الحافظ مختار شغل منصب وزير التربية والتعليم. سلمى أحمد راشد، 1992-1994، شغل منصب مساعد وزيرة المرأة، ثم أمينا في الأمانة العامة للمؤتمر الشعبي العام "شؤون المرأة 1994-1995، وكان في نهاية المطاف سفير جامعة الدول العربية في عام 1996 وشملت آخرون منصب أمين اللجنة في الأمانة العامة للمؤتمر الشعبي العام "شؤون المرأة 1995-1998 Thuriya رمضان أبو Tabrika، نورا هان رمضان أبو Sefrian 1998-2000، الدكتور Shalma Chabone عبد الجبار، وأمل نوري عبد الله آل وشملت صفر من عام 2006 إلى عام 2009. المرأة منصب أمين اللجنة في الأمانة العامة للمؤتمر الشعبي العام "الشؤون الاجتماعية الدكتور Shalma Chabone عبد الجبار وعبد العليم Shalwi، في حين 1995-2000 فوزية بشير Shalababi- شغل منصب وزير الإعلام والثقافة والتعبئة الجماهيرية. بدأت الدكتورة هدى فتحي بن عامر العامل بوصفه أمين شؤون اللجان الشعبية في عام 2009، وشغل أيضا منصب رئيس البرلمان العربي الانتقالي. بدأت الدكتورة سلمى شعبان عبد الجبار بوصفه وزير شؤون المرأة في عام 2009.

### الجمعيات
وكانت النساء أيضا قادرة على تشكيل جمعيات خاصة بهم، أولها يعود تاريخها إلى 1955 في بنغازي. في عام 1970 اندمجت العديد من المنظمات النسوية في الاتحاد العام النسائي، الذي أصبح في عام 1977 اتحاد المرأة الليبية. بموجب الفقرة 5 من الإعلان الدستوري من 11 ديسمبر 1969، كان قد تم منح المرأة مكانة متساوية في ظل القانون مع الرجال. وفي وقت لاحق، وكانت الحركة النسائية النشطة في مجالات مثل تعليم الكبار والنظافة.

### التوظيف
وقد حققت المرأة أيضا مكاسب كبيرة في العمل خارج المنزل، ودفعت نتيجة لتحسين فرص الحصول على التعليم، وزيادة القبول للقوى العاملة النسائية. مرة أخرى، كانت الحكومة القوة الدافعة الرئيسية وراء هذه الظاهرة. على سبيل المثال، كانت خطة التنمية 1976-1980 ودعا لتوظيف عدد أكبر من النساء «في تلك المجالات التي هي مناسبة لعمل المرأة»، ولكن تحديد الليبي ما عمل مناسبة للأن المرأة ما زالت محدودة بسبب التقاليد. وفقا لتعداد عام 1973، كان معدل مشاركة المرأة (في المئة من جميع النساء العاملات في النشاط الاقتصادي) حوالي 3 في المئة مقارنة مع 37 في المئة للرجال. وكانت مشاركة أعلى إلى حد ما من نسبة 2.7 المسجلة في عام 1964، ولكنه كان أقل بكثير مما هي في دول المغرب الأخرى وفي معظم الدول العربية في الشرق الأوسط.
في 1980s، على الرغم من المكاسب التي سجلتها النساء خلال العقد السابق، شكلت الإناث 7٪ فقط من القوى العاملة الوطنية، وفقا لباحث واحد على علم بذلك. وهذا يمثل زيادة بنسبة 2 في المئة على مدى فترة 20 عاما. مصدر آخر، ومع ذلك، تعتبر هذه الأرقام متدنية جدا. المنطق من عام 1973 أرقام التعداد السكاني، وجعل البدلات للعمل التفرغ وبدوام جزئي، الموسمية، يدفع، وبدون أجر، جادل هؤلاء الباحثين بشكل مقنع أن المرأة شكلت أكثر من 20 في المئة من مجموع السكان النشطين اقتصاديا الليبي. بالنسبة للمناطق الريفية كان الرقم 46 في المئة، وهي نسبة أعلى بكثير من الأرقام الرسمية لتعداد العمال الذين لم يتقاضوا رواتبهم فحسب، بل لا يعتبر حتى كما يعملون في معظم الحالات.
بين النساء غير الزراعية، وأولئك الذين تلقوا تعليمهم والمهرة كانوا يعملون كمدرسين بأغلبية ساحقة. أعلى فئة القادمة من النساء المتعلمات والمهرة جوهرية الممرضات وتلك التي وجدت في مجال الرعاية الصحية. وتشمل مجالات أخرى التي كانت مفتوحة للنساء العمل الإداري والمكتبي في البنوك والمتاجر والمكاتب الحكومية والخدمات المحلية. عُثِر على النساء بأعداد أكبر من أي وقت مضى الممرضات والقابلات، ولكن حتى مع ذلك، عانت مرافق الرعاية الصحية الليبية من نقص مزمن في الموظفين.
على النقيض من ذلك، في الوظائف الكتابية وأعمال السكرتارية، فإن المشكلة ليست نقصا في اليد العاملة ولكن وجود تحيز ثقافي عميق الجذور ضد الاختلاط بين الرجال والنساء في مكان العمل. خلال 1970s، مالت جذب العمالة كخدم في المنازل في الانخفاض، حيث تحولت النساء المتعلمات وطموحة لمهن أكثر ربحية. لملء الفجوة، سعت الأسر الليبية لتوظيف الأجانب، وخاصة المصريين والتونسيين.
الصناعات الخفيفة، وخاصة على غرار المنزلية، وبعد منفذ آخر للعمالة الإناث، نتيجة مباشرة لنقص العمالة في ليبيا. وعلى الرغم من هذه المنافذ العمل والمكاسب، ظلت مشاركة الإناث في القوى العاملة من 1980s صغيرة، وشغلت العديد من الوظائف اجتماعيا الإناث من قبل النساء الأجنبيات. أيضا، على الرغم من الزيادات الكبيرة في الإناث الملتحقات في النظام التعليمي، بما في ذلك المستوى الجامعي، عُثِر على عدد قليل من النساء، وحتى الفنيين، في مجالات الذكور تقليديا والطب، والهندسة، والقانون.
شكلت النساء غير الحضرية نسبة كبيرة جدا، إذا غير مرئية إلى حد كبير، من قوة العمل الريفية. وفقا لتعداد عام 1973، كان هناك L4 فقط، ومع ذلك، عملت العديد من النساء العاملات في الأعمال الزراعية أو المنزلية 000 النشيطات اقتصاديا من مجموع 200000 الإناث الريفيات المسنات من سن 10. وفي جميع الاحتمالات أعضاء غير مدفوعة الأجر اعتبارا من المجموعات العائلية ووبالتالي لا تعتبر بأجر، وهو ما يمثل على الأقل جزئيا عن العد تعداد منخفض. تقديرات العمالة الريفية الإناث الفعلي في منتصف 1970s، دفعت وتراوحت بدون أجر أعلى من 86000، بالمقارنة مع 96,000 الرجال في قوة العمل الريفية. بالإضافة إلى الزراعة، تشارك المرأة الريفية والبدوية في حياكة البسط والسجاد، فئة كبيرة أخرى من العمل غير المأجور وغير المبلغ عنه.
ابتداء من عام 1970، أصدرت الحكومة الثورية سلسلة من القوانين التي تنظم عمل المرأة - أصبحت الأجر المتساوي للعمل والمؤهلات المساواة ومبدأ أساسي قوانين أخرى تنظم بدقة ساعات وظروف العمل، وتحديدا في حظر العمل الشاق، و. 48 ساعة.

### رعاية الطفل ومكافآت التقاعد
تتمتع الأمهات العاملات مجموعة من المزايا المصممة لتشجيعهم على الاستمرار في العمل حتى بعد الزواج والولادة، بما في ذلك المكافآت النقدية للطفل الأول ومراكز الرعاية النهارية الحرة. وقالت امرأة يمكن أن يتقاعد في سن خمسة وخمسين، وكانت مستحقة لمعاش.

### المال والأعمال
المرأة حرة في الانخراط في قطاعات الأعمال والمال الخاص، والبنوك لا تشترط موافقة الزوج للحصول على قرض.

### القرن 21
وتقدر العمالة بنسبة 22٪ للنساء ليبيا من قبل أوائل القرن ال21، و 27٪ بحلول عام 2006، مرتفعة نسبيا للأمة العربية. وهذا يمثل زيادة بنسبة 14٪ منذ عام 1986. والتوظيف للمرأة في ليبيا ويتأثر إلى حد كبير choice.Positions في جميع مجالات الاقتصاد وعقدت، بمن فيهم المحامون والأطباء والقضاة والمناصب الحكومية العليا.
في مايو 2011، ذكرت صحيفة نيويورك تايمز أثناء الحرب الأهلية الليبية أن الثوار قد بدأت بالتراجع هذا التقدم حيث ارتفع حجمها. امرأة ليبية، وهو المعالج الذي يبلغ من العمر 23 عاما، إنهاء التمرد المجلس الوطني الانتقالي قائلا عندما بدأت الثورة، كان للمرأة دورا كبيرا، ولكنه قد اختفت.

### التعليم
في عهد الملك إدريس، واعتبر تعليم المرأة المشبوهة. خلال العقد الأخير من حكمه، الإناث الملتحقات في التعليم الابتدائي كانت فقط بين 11-19٪. بموجب المادة 14 من الإعلان الدستوري الليبي في عام 1969، حيث أصبح التعليم حق، وبحلول عام 1990 وصل هذا الرقم بنسبة 48٪. بلغ الالتحاق بالتعليم العالي بنسبة 8٪ في عام 1966، ولكن وصلت 43٪ بحلول عام 1996، أي ما يعادل الذكور.
بحلول عام 2001، كان 16٪ من حملة الشهادات الجامعية أو أعلى، و 48٪ في الشهادة الثانوية، والتي لا يوجد حظر على الدراسات التربوية الخيارات.

### الإسكان
في زمن الثورة في عام 1969، عاش 40٪ من السكان في خيام أو منازل الصفيح وكانت واحدة من اسوأ الازمات في الثورة world.The العربية وعد «السكن للجميع»، وبحلول عام 1997 تقريبا كل ليبي تملك منازلهم من خلال القوانين الحكومية التي تدعم مثل هذا. انتقادات من قبل المعارضين للحكومة لعدم خلق سوق الرهن العقاري، حصلت المرأة حقا مساويا لحق الرجل في الحصول على يمتلكون ولديهم بشكل مستقل من ممتلكاتهم.

### الرعاية الصحية
بعد الثورة في عام 1969، تم إنشاء خدمات الرعاية الصحية الشاملة من خلال المعهد الوطني للتأمين الاجتماعي، مع النساء ذات access.Between يساوي 1969 و 1978، ارتفع عدد الأطباء بنسبة 4-5 مرات. وكانت ليبيا واحدة من أفضل أنظمة الرعاية الصحية في أفريقيا قبل عقوبات الامم المتحدة عام 1992، والتي انخفضت بسرعة نوعية الأدوية والإمدادات.

### الثقافة
من 1980s العلاقات داخل الأسرة وبين الجنسين، جنبا إلى جنب مع جميع الجوانب الأخرى للحياة الليبية، بدأت تظهر تغير ملحوظ. كما في شعبية سائل الإعلام الأفكار الجديدة، ظهرت تصورات وممارسات جديدة. المستوطنين الأجانب والعمال الأجانب في كثير من الأحيان تتجسد الأفكار والقيم متميز مختلفة عن تلك التقليدية في البلاد. على وجه الخصوص، تأثرت تصورات الليبيين في الاتصال اليومي مع الأوروبيين.
ان عملية مستمرة وتسريع التحضر كسر أواصر القربى القديمة وبالتعاون مع المجتمعات الريفية الأجداد. وفي الوقت نفسه، زادت الفرص المتاحة للحركة الاجتماعية الصاعدة، وجعلت الثروة البترولية والخطط التنموية للحكومة الثورية العديد من أنواع جديدة من فرص العمل المتاحة مما يفتح فرص العمل دفعت أكثر جيدا للنساء خاصة بين المتعلمين الشباب. يفضل العديد من هؤلاء النساء الشابات المتعلمات ومستقلة على نحو متزايد لاقامة أسرهن عند الزواج، بدلا من العيش مع في قوانينها. وبالإضافة إلى ذلك الضمان الاجتماعي والرعاية الطبية المجانية والتعليم وملحقاته الأخرى من دولة الرفاه قد قلل من الاعتماد المسنين على أطفالهم في المجتمعات القروية وكان القضاء عليه تقريبا في المدن.

### العسكرية
اعتبارا من أواخر القرن العشرين النظام قد سعت إلى إدخال النساء في القوات المسلحة. في 1978 بدأت أكاديمية عسكرية جديدة في ليبيا بتدريب النساء، وتدريب الآلاف منذ ذلك الحين. في الثمانينات في وقت مبكر حيث تم إنشاء «راهبات الثورة» كقوة شرطة متخصصة تعلق على committees.بعد الثوري في عام 1984، صدر قانون يفرض التجنيد الإناث أن يطلب من جميع الطلاب في المدارس الثانوية وما فوقها للمشاركة في التدريب العسكري. وبالإضافة إلى ذلك، تم تشجيع الشابات لحضور الأكاديميات العسكرية الإناث، وهو الأول من الذي أنشئ في عام 1979. هذه المقترحات نشأت مع العقيد القذافي، الذي تأمل أن تساعد في خلق صورة جديدة ودور المرأة الليبية في كل مكان. ومع ذلك، فإن مفهوم التدريب الإناث في فنون الدفاع عن النفس واجه مثل هذه معارضة واسعة النطاق أن الامتثال مغزى يبدو غير مرجح.

### الزواج
وقد حظرت عرائس الأطفال، والحد الأدنى القانوني لسن الزواج، وضعت في ل18.منذ عام 1973 كان للمرأة الليبية حقوق متساوية في الحصول على الطلاق.

## مشاركة الثورة
بعد ثورة 17 فبراير في ليبيا، المرأة في ليبيا تمتعت التعرض أكبر في الحياة العامة والحكومية. وقد تم انتخاب ثلاثة وثلاثين امرأة للعمل في المؤتمر الوطني ليبيا العام في أول انتخابات حرة منذ أطاحت الثورة المدعومة من حلف شمال الاطلسي وقتل معمر القذافي، إلا أن «الطرق التي تختار الدولة الليبية الجديدة أن تعتمد أو طمس بقايا لا يزال نظام القذافي الجنسين أن ينظر إليها».

## روابط خارجية
1. ↑  Azzuz, Intisar S. Toperich and Mullins (ed.). A New Paradigm: Perspectives on the Changing Mediterranean (PDF) (بالإنجليزية). Center For Transatlantic Relations. pp. 149–159. Archived from the original (PDF) on 2025-05-17.
2. ↑  "Libyan Women and Political Participation: Ten Years Since the Revolution" (بالإنجليزية الأمريكية). Archived from the original on 2024-05-28. Retrieved 2023-05-22.
3. ↑  "UN in Libya statement on "International Day for the elimination of sexual violence in conflict zones" - Libya | ReliefWeb". reliefweb.int (بالإنجليزية). 20 Jun 2020. Archived from the original on 2022-02-15. Retrieved 2023-05-22.
4. ↑  "The Global Gender Gap Report 2013" (PDF). World Economic Forum. ص. 12–13. مؤرشف من الأصل (PDF) في 2019-05-15.